# 吉見為頼
吉見 為頼（よしみ ためより）は、鎌倉時代の武士。源範頼の次男、源範圓の子で、吉見氏の祖。 

## 生涯
祖父範頼は幕府で重要な役割を担っていたが、曽我兄弟の仇討ち事件での失言がきっかけで鎌倉殿・頼朝の怒りを買って流罪となり、その後生死不明となった。安達盛長や比企尼が次男範圓と三男源昭の助命を嘆願して頼朝に認められ、範圓と源昭は出家した。その後範圓は吉見庄を分与されるが、その息子である為頼は御家人となって吉見庄を継承し、吉見氏の祖となったという。